# Митонтик (муниципалитет)
Митонтик (исп. Mitontic) — муниципалитет в Мексике, штат Чьяпас, с административным центром в одноимённом посёлке. Численность населения, по данным переписи 2020 года, составила 13 755 человек.

## Общие сведения
Название Mitontic происходит из языка цоциль, но его значение не известно.
Площадь муниципалитета равна 36,5 км², что составляет менее 0,1 % от площади штата, а наиболее высоко расположенное поселение Тохчотик, находится на высоте 2180 метров.
Он граничит с другими муниципалитетами Чьяпаса: на севере и западе с Ченало, на востоке с Тенехапой, и на юге с Чамулой.

## Учреждение и состав
Муниципалитет был образован 8 мая 1935 года, по данным 2020 года в его состав входит 18 населённых пунктов, самые крупные из которых:
| Код INEGI                  | Населённый пункт                                                                  | Численность населения (2005 год) | Численность населения (2010 год) | Численность населения (2020 год) |
| -------------------------- | --------------------------------------------------------------------------------- | -------------------------------- | -------------------------------- | -------------------------------- |
| 056                        | Всего                                                                             | 9042                             | 11157                            | 13755                            |
| 0013                       | Цоэптик (исп. Tzoeptic) 16°53′01″ с. ш. 92°34′06″ з. д.                           | 1007                             | 1295                             | 1831                             |
| 0007                       | Охинам (исп. Oxinam) 16°51′48″ с. ш. 92°32′58″ з. д.                              | 1148                             | 1033                             | 1483                             |
| 0004                       | Чимукум (исп. Chimhucum) 16°53′23″ с. ш. 92°31′53″ з. д.                          | 933                              | 1143                             | 1392                             |
| 0001                       | Митонтик (исп. Mitontic) 16°51′52″ с. ш. 92°37′47″ з. д. (административный центр) | 635                              | 770                              | 1275                             |
| 0003                       | Чалам (исп. Chalam) 16°53′19″ с. ш. 92°33′01″ з. д.                               | 1959                             | 1345                             | 1205                             |
| 0002                       | Кучумтон (исп. Cuchumtón) 16°52′24″ с. ш. 92°35′00″ з. д.                         | 416                              | 713                              | 1103                             |
| 0009                       | Титальтетик (исп. Titaltetic) 16°52′21″ с. ш. 92°33′23″ з. д.                     | 608                              | 711                              | 1074                             |
| 0020                       | Суяло (исп. Suyalhó) 16°52′48″ с. ш. 92°34′33″ з. д.                              | 551                              | 644                              | 908                              |
| 0019                       | Аламуль (исп. Alamul) 16°53′09″ с. ш. 92°31′35″ з. д.                             | 496                              | 657                              | 777                              |
| —                          | Прочие                                                                            | 1289                             | 2846                             | 2707                             |
| Названия на карте Генштаба |                                                                                   |                                  |                                  |                                  |

## Экономическая деятельность
По статистическим данным 2000 года, работоспособное население занято по секторам экономики в следующих пропорциях:
- сельское хозяйство и скотоводство — 88 % ;
- промышленность и строительство — 3,6 %;
- торговля, сферы услуг и туризма — 6,7 %;
- безработные — 1,7 %.

### Сельское хозяйство
Основные выращиваемые культуры: кукуруза, бобы, пшеница, кофе, фрукты и овощи.

### Животноводство
В муниципалитете разводятся свиньи и домашняя птица.

## Инфраструктура
По статистическим данным 2020 года, инфраструктура развита следующим образом:
- электрификация: 99,2 %;
- водоснабжение: 25,1 %;
- водоотведение: 66,9 %.

## Туризм
Основными достопримечательностями являются: руины древних городов Пулумсивак и Кучутон, а также ратуша, построенная в колониальный период.